# 丸山酒造場
丸山酒造場（まるやましゅぞうじょう）は、新潟県上越市三和区にある1897年（明治30年）創業の造り酒屋で、銘柄は日本酒「雪中梅」などである。

## 概要
丸山酒造場は、1897年（明治30年）に新潟県上越市三和区という高田平野の東端で創業された。主要銘柄は昭和初期に生まれた「雪中梅」である。昔ながらの伝統の手造りにこだわり、蔵の裏山を水源とする軟水の井戸水を使用し、口当たりが柔らかで上品な芳香に柔らかな旨味と甘みを特徴としている。
2020年、女性のワイン専門家が選ぶ「フェミナリーズ世界ワインコンクール」（Concours des vins Féminalise）第14回（2020年）で、ワイン部門の岩の原葡萄園と共に、この年から新設された日本酒部門で丸山酒造場の「雪中梅、雪中貯蔵純米原酒」が最高賞の金賞を獲得した。